# Ucieczki i powroty
Ucieczki i powroty – trzeci album studyjny polskiego wokalisty Baranovskiego. Wydawnictwo ukazało się 16 lutego 2024 roku nakładem wytwórni Warner Music Poland.
Album zadebiutował na 14. miejscu polskiej listy sprzedaży - OLiS.
Certyfikat złotej płyty uzyskał utwór bonusowy "Wróć" nagrany we współpracy z Alior Bankiem. Wykorzystano w nim fragmenty utworu Zbigniewa Wodeckiego "Lubię wracać tam, gdzie byłem", jak również możemy usłyszeć głos legendarnego wokalisty..

## Lista utworów
Opracowano na podstawie materiału źródłowego
| Nr  | Tytuł utworu         | Długość |
| --- | -------------------- | ------- |
| 1.  | „Bawim bawim”        | 3:01    |
| 2.  | „Joker”              | 3:12    |
| 3.  | „Potwory i demony”   | 3:56    |
| 4.  | „Iskry”              | 3:16    |
| 5.  | „Ucieczki i powroty” | 3:48    |
| 6.  | „Chcę być sobą”      | 3:52    |
| 7.  | „Sierpień”           | 2:45    |
| 8.  | „Rozejm”             | 4:27    |
| 9.  | „Rakieta”            | 3:44    |
| 10. | „Kołdra”             | 3:33    |
|     |                      | 35:34   |

| BONUS | BONUS                           | BONUS   |
| Nr    | Tytuł utworu                    | Długość |
| ----- | ------------------------------- | ------- |
| 1.    | „Wróć” (gość: Zbigniew Wodecki) | 3:20    |